# DF-ZF
DF-ZF або WU-14 — позначення китайського експериментального гіперзвукового військового безпілотного літального апарата (БЛА)[джерело?], яке йому надали військові в США.

## Опис
За даними " The Diplomat ", гіперзвуковий БПЛА DF-ZF може розвивати швидкість в діапазоні від 5 до 10 чисел Маха (тобто — від 6173 до 12359 км/год). За даними Jane's Defence Weekly та інших джерел, DF-ZF може використовуватися для доставки до цілі ядерної зброї, а також високоточних неядерних засобів ураження. Завдяки гіперзвуковій швидкості польоту DF-ZF практично неможливо перехопити за допомогою звичайних систем ППО, що використовують дані наземних та морських РЛЗ та супутникової розвідки..

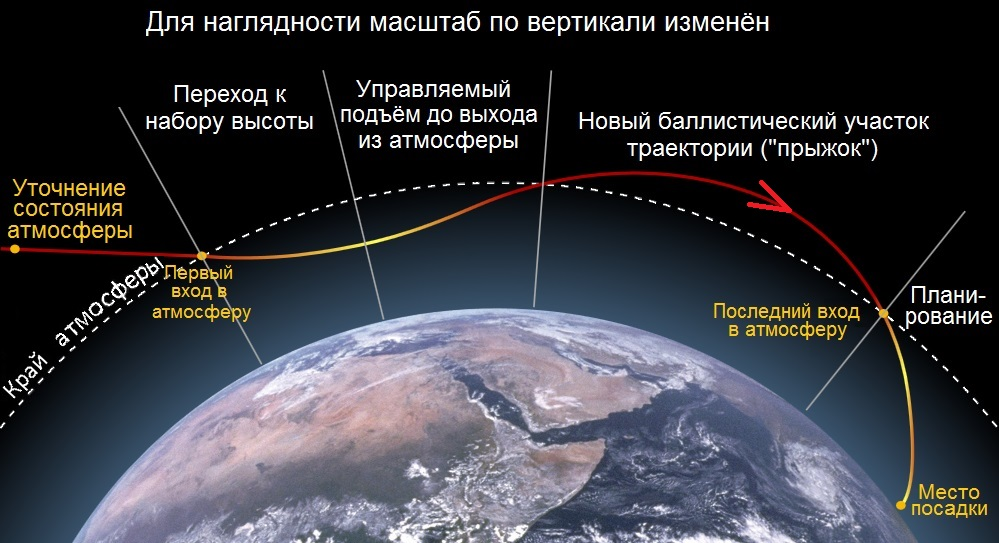
Можлива траєкторія входу в атмосферу. Зміна напряму польоту (після входу атмосферу) може значно збільшити дальність польоту до місця посадки.

У порівнянні зі звичайними балістичними ракетами, у гіперзвукового літального апарата є важлива перевага: якщо боєголовка ракети рухається в космосі і верхніх шарах атмосфери з великою швидкістю, але по добре передбачуваній траєкторії (що полегшує її перехоплення засобами протиракетної оборони), то використання аеродинамічних сил робить його маневренішим, а перехоплення системами ПРО — вкрай малоймовірним.
За даними деяких джерел, одним з недоліків нового БЛА є те, що при його розробці слабо використовувалося комп'ютерне проектування (при цьому, у 2016 р. китайські суперкомп'ютери увійшли в групу найшвидших, незважаючи на цей можливий недолік, програма розробки БЛА тривала і до 2016 р.було виконано 7 запусків — всі успішні.
Наприкінці 1980-х кілька країн взялися за розробку засобів протиракетної оборони, призначених для захисту від балістичних ракет. Але гіперзвуковий літак міг рухатися геть іншою траєкторією — після запуску (по балістичній траєкторії) він входить в атмосферу, і за рахунок аеродинамічної підйомної сили змінює напрямок руху на близьке до горизонтального. Рух з величезною швидкістю практично паралельно поверхні Землі на великій висоті скорочує інтервал часу для виявлення ЛА, його першої атаки і повторних атак (якщо перші виявилися невдалими). Також, використання запасу кінетичної енергії при великій швидкості входу в атмосферу та аеродинамічних сил може дозволити значно збільшити дальність польоту.
Після запуску гіперзвуковий БЛА рухається балістичною траєкторією і потім, увійшовши у верхні шари атмосфери, — приблизно паралельно поверхні Землі. Це робить загальний шлях до мети коротшим, ніж у звичайної балістичної ракети. В результаті, незважаючи на зниження швидкості через опір повітря, гіперзвуковий БЛА може досягти мети швидше, ніж звичайна боєголовка МБР. При цьому висота польоту дуже мала, щоб перехопити БЛА за допомогою заатмосферних (космічних) засобів ураження. Недоліком є зниження швидкості та висоти польоту перед ціллю, що може полегшити перехоплення наземними засобами ППО (такими як Спринт (США), її аналогами; і радянською ракетою 53Т6).Іншими можливими засобами захисту можуть стати зброя спрямованої енергії, лазерна зброя та електромагнітна гармата.
Для запуску гіперзвукових БЛА, схожих з WU-14, в КНР можуть використовуватись різні балістичні ракети — наприклад, ракета середньої дальності Дунфен-21 (при цьому дальність зросте з 2 до 3 тис. км) та міжконтинентальна балістична ракета Дунфен-31 (при цьому дальність зросте з 8 до 12 тис. км). Частина фахівців вважає, що DF-ZF в першу чергу використовуватиметься для знищення тактичних цілей на невеликій дальності — оскільки цей БЛА здатний ефективно вражати рухливі цілі, що важче зробити за допомогою звичайних балістичних ракет. Потім, подібні БЛА можуть використовуватися для ударів по стратегічним об'єктам (США та інших країн) — тому що звичайні системи ППО навряд чи зможуть перехопити швидку (5М) і маневруючу ціль, а швидкість входу цього БЛА в атмосферу вдвічі вища (10 М)). Тому для захисту від таких літаків рекомендується проводити розробку лазерного та інших подібних засобів ППО.

## Випробування
Цей гіперзвуковий БЛА успішно випробовувався в польоті 7 разів (9 січня, 7 серпня та 2 грудня 2014 р.; 7 червня та 23 листопада 2015 р. ; а також у квітні 2016 р.. Для всіх запусків використовувався космодром Тайюань у провінції Шаньсі, це основний космодром, що використовується КНР для випробувальних запусків військових ракет великої дальності, що стоять на озброєнні та розробляються для НВАК Міністерство оборони КНР підтвердило факт проведення льотних випробувань у 2014 р., при цьому декларувавши, що вони проводилися «з науковими цілями» (хоча були очевидні ознаки військового призначення БЛА). Всі сім запусків були визнані успішними та американськими посадовими особами (відповідно до Washington Free Beacon).